# Copa do Azerbaijão de Futebol
A Copa do Azerbaijão de Futebol é o principal torneio eliminatório do futebol masculino de Azerbaijão.

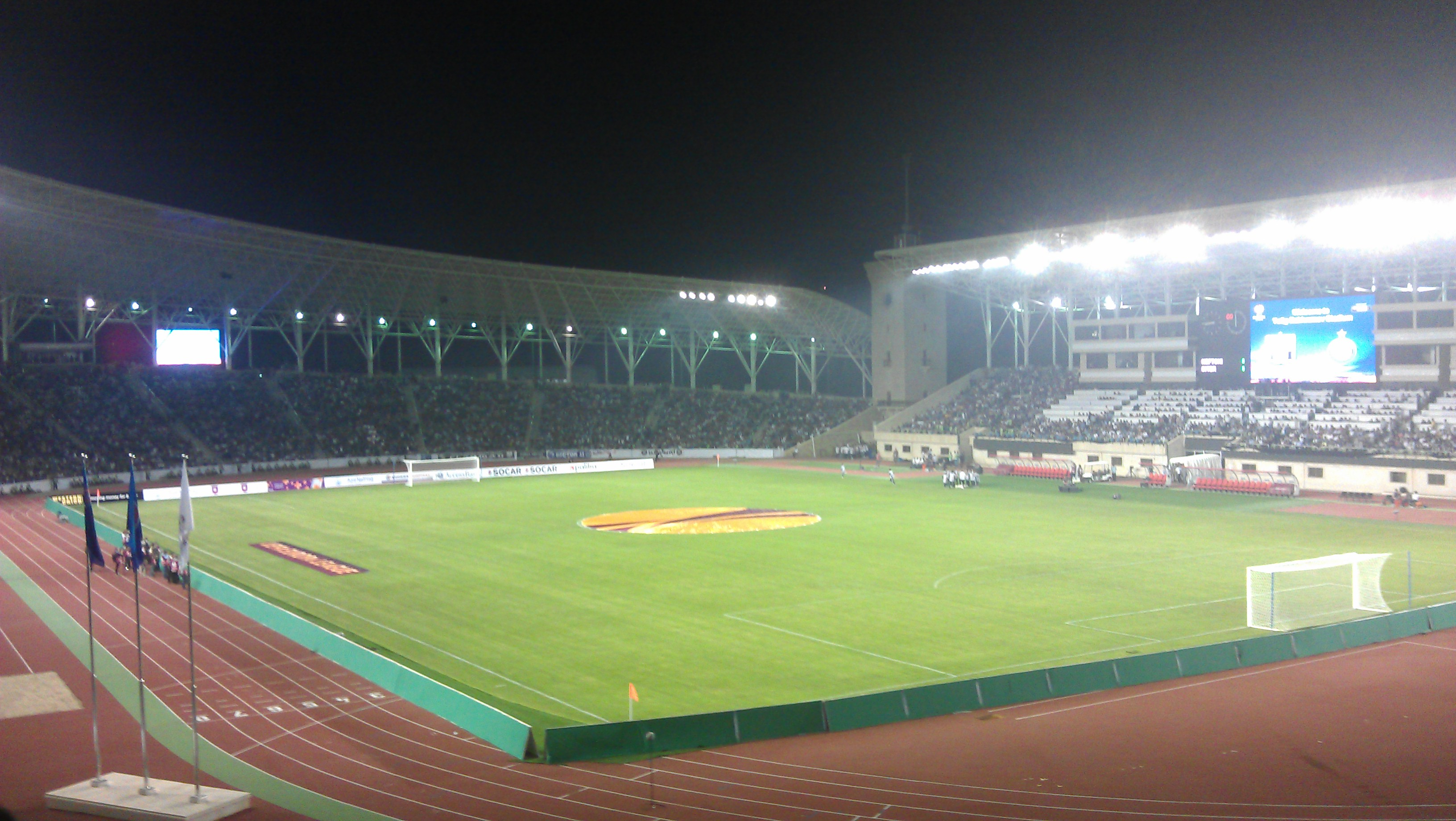
O Estádio Tofiq Behramov hospeda frequentemente a final da Copa do Azerbaijão.

A Taça do Azerbaijão é uma importante competição de futebol do Azerbaijão. Em sua forma original, começou em 1936, quando o Azerbaijão era uma república da União Soviética e não era disputada por times azerbaijanos na pirâmide da liga soviética.
Comparado com as copas em muitos outros países, o Azerbaijão atrai consideravelmente menos interesse público e até mesmo a final da copa raramente se esgota. Consequentemente, a Associação das Federações de Futebol do Azerbaijão experimentou o formato para aumentar o perfil da copa.

## Finais
| Temporada | Campeão         | Resultado        | Finalista            | Estádio                           |
| --------- | --------------- | ---------------- | -------------------- | --------------------------------- |
| 1992      | Inshaatchi Baku | 2 - 1            | Kur Mingachevir      | Estádio Tofiq Behramov, Baku      |
| 1993      | Qarabağ Ağdam   | 1 - 0            | Inshaatchi Sabirabad | Estádio Tofiq Behramov, Baku      |
| 1993-94   | Käpäz Ganja     | 2 - 0            | Khazar Lenkoran      | Estádio Tofiq Behramov, Baku      |
| 1994-95   | Neftchi Baku    | 1 - 0            | Kur-Nur Mingachevir  | Estádio Tofiq Behramov, Baku      |
| 1995-96   | Neftchi Baku    | 3 - 0            | Qarabağ Ağdam        | Estádio Tofiq Behramov, Baku      |
| 1996-97   | Käpäz Ganja     | 1 - 0            | Khazri Buzovna       | Estádio Tofiq Behramov, Baku      |
| 1997-98   | Käpäz Ganja     | 2 - 0            | Qarabağ Ağdam        | Estádio Tofiq Behramov, Baku      |
| 1998-99   | Neftchi Baku    | 0 - 0 (5-4 pen.) | Shamkir              | Estádio Tofiq Behramov, Baku      |
| 1999-00   | Käpäz Ganja     | 2 - 1            | Qarabağ Ağdam        | Estádio Tofiq Behramov, Baku      |
| 2000-01   | Shafa Baku      | 2 - 1            | Neftchi Baku         | Estádio Mehdi Huseynzade, Sumgait |
| 2001-02   | Neftchi Baku    |                  | Shamkir              | Estádio Tofiq Behramov, Baku      |
| 2002-03   | Não disputada   | Não disputada    | Não disputada        | Não disputada                     |
| 2003-04   | Neftchi Baku    | 1 - 0            | Shamkir              | Estádio Tofiq Behramov, Baku      |
| 2004-05   | FK Baku         | 2 - 1            | Inter Baku           | Estádio Tofiq Behramov, Baku      |
| 2005-06   | Qarabağ Ağdam   | 2 - 1            | Karvan Yevlax        | Estádio Shafa, Baku               |
| 2006-07   | Khazar Lenkoran | 1 - 0            | MKT Araz Imisli      | Estádio Tofiq Behramov, Baku      |
| 2007-08   | Khazar Lenkoran | 2 - 0            | Inter Baku           | Estádio Tofiq Behramov, Baku      |
| 2008-09   | Qarabağ Ağdam   | 1 - 0            | Inter Baku           | Estádio Tofiq Behramov, Baku      |
| 2009-10   | FK Baku         | 2 - 1            | Khazar Lenkoran      | Estádio Tofiq Behramov, Baku      |
| 2010-11   | Khazar Lenkoran | 1 - 1 (4-2 pen.) | Inter Baku           | Estádio Tofiq Behramov, Baku      |
| 2011-12   | FK Baku         | 2 - 0            | Neftchi Baku         | Dalga Arena, Baku                 |
| 2012-13   | Neftchi Baku    | 0 - 0 (5-3 pen.) | Khazar Lenkoran      | Estádio Tofiq Behramov, Baku      |
| 2013-14   | Neftchi Baku    | 1 - 1 (3-2 pen.) | Gabala FC            | Estádio Tofiq Behramov, Baku      |